# آخلوم
اچلام (به هلندی: Achlum) در هلند است که در Franekeradeel واقع شده‌است.

## خصوصیات
اچلام c٫۶۷۰ نفر جمعیت دارد.